# Cladosterigma fusisporum
Cladosterigma fusisporum är en svampart som beskrevs av Pat. 1892. Cladosterigma fusisporum ingår i släktet Cladosterigma, ordningen Exobasidiales, klassen Exobasidiomycetes, divisionen basidiesvampar och riket svampar.   Inga underarter finns listade i Catalogue of Life.